# 大滝進矢
大滝 進矢（おおたき しんや、1953年7月29日 - ）は、日本の俳優、声優。神奈川県横須賀市出身。フリー。本名および旧芸名は小滝 進（こたき すすむ）。

## 略歴
神奈川県立追浜高等学校卒業。文学座附属演劇研究所卒。以前はオフィス央、ぷろだくしょんバオバブに所属していたが、現在はフリー。
吹き替えではユン・ピョウを多く担当しており、古谷徹と分け合う形となっている。
『クレヨンしんちゃん』のアニメおよび映画、ゲーム作品においてはカンタムロボ役をはじめ、様々な役で継続出演。また、本作品では塩沢兼人からラベンダー役を、戸谷公次からカンタムJr.役を自身の持ち役と兼任する形で引き継いでいる。

## 人物
温かく人を包むような声が魅力。
趣味はパチンコ、将棋、ゴルフ。
本名から芸名に変えたきっかけは、機会があればと思っていたところ、『逆転イッパツマン』で共演した小原乃梨子からアドバイスをもらい、後押ししてもらったことから。また本名の小滝進はちょっと音がカクカクしていたため、呼びやすい名前にしたかったとのこと。

## 出演
太字はメインキャラクター。

### テレビドラマ
- キツイ奴ら 第4話「女はフイにやって来る」（1989年 / TBS）
- 世にも奇妙な物語「言葉のない部屋」（1992年 / フジテレビ） - 工場作業員

### テレビアニメ
1980年
- キャプテン
- 鉄腕アトム（第2作）（監視ロボット、キリーの弟、乗組員A、ギャングB、港の男、ロボット）
- ルパン三世（第2作）

1981年
- あしたのジョー2
- ヤットデタマン（ルスティケロ、小山カメラマン）

1982年
- おちゃめ神物語コロコロポロン（トマス）
- 逆転イッパツマン（1982年 - 1983年、隠球四郎、そば屋の店長、亀田営業部員）
- スペースコブラ（1982年 - 1983年）
- The・かぼちゃワイン（西）
- 新・ど根性ガエル
- 戦闘メカ ザブングル（1982年 - 1983年、ジロン・アモス）
- ダッシュ勝平（山下、広目天、水口）
- 魔法のプリンセス ミンキーモモ（1982年 - 1991年、警官、チェリーのパパ） - 2シリーズ
- 野生のさけび
- 六神合体ゴッドマーズ

1983年
- 伊賀野カバ丸（広谷、幹部B、数学教師、体育教師、マネジャー）
- イタダキマン（グレイ）
- 機甲創世記モスピーダ（ホセ）
- キャプテン
- ストップ!! ひばりくん!（鬼）
- プラレス3四郎（1983年 - 1984年、子分、助手）
- 魔法の天使クリィミーマミ（1983年 - 1984年、ジェームス、マジシャン 他）
- まんが日本史
- 未来警察ウラシマン（スティンガー・ホーク、マック）

1984年
- アタッカーYOU!（田崎三郎）
- OKAWARI-BOY スターザンS（必殺捜し屋人）
- ガラスの仮面
- 銀河漂流バイファム（幹部）
- 宗谷物語（甲板員）
- 超力ロボ ガラット（1984年 - 1985年、ブブ、ゲキシャ）
- 特装機兵ドルバック（ペリー隊長）
- ドラえもん（テレビ朝日版第1期）（1984年 - 2004年、先生、武、少女の父親、しげとの父、べティのパパ、くいしんぼう将軍〈2代目〉）
- よろしくメカドック（東條誠）
- ルパン三世 PARTIII（1984年 - 1985年）

1985年
- 機動戦士Ζガンダム（メズーン・メックス）
- キャプテン翼（スティーブ）
- 超獣機神ダンクーガ（コンピューター、軍人B、黒人、兵士、ヘカテ、ポーゴ、フランシス）
- 昭和アホ草紙あかぬけ一番!（1985年 - 1986年、若手レスラー、先生、パラ〈2代目〉）
- 魔法のスターマジカルエミ（1985年 - 1986年、松尾明）
- 夢の星のボタンノーズ（手下）

1986年
- 宇宙船サジタリウス（アマルログ兵隊）
- 機動戦士ガンダムΖΖ（アリアス・モマ、パイロット）
- サンゴ礁伝説 青い海のエルフィ（係員A）
- 青春アニメ全集（田中、青年、漁師、生徒、作業員、インド兵、車夫）
- タッチ（森田、教師、佐田商監督、男）
- 光の伝説（ラジオアナウンサー、紀井州）
- マシンロボ クロノスの大逆襲（ブルー・ジェット）
- ロボタン

1987年
- エスパー魔美（1987年 - 1988年、生徒B、生徒A、少年A、幹部生A、新聞部部員）
- 機甲戦記ドラグナー（1987年 - 1988年、ジェームス・C・ダグラス）
- きまぐれオレンジ☆ロード（大塚先生、サブちゃん）
- ドテラマン（本州リ鬼）
- マシンロボ ぶっちぎりバトルハッカーズ（アールジェタン、ブルー・ジェット）
- マンガ日本経済入門（エンリケ頭取、岡部、加島、片津、鈴木、トーマス、中山、橋元、花岡）
- ミスター味っ子（1987年 - 1989年、阿部二郎、阿部一郎）

1988年
- それいけ!アンパンマン（ニセパンマン、パパル）
- 超音戦士ボーグマン（ナレーション、チャック・スェーガー〈代役〉）
- ホワッツマイケル（磯野）
- 燃える!お兄さん（校長、警察署長、貝節次郎）
- 夢見るトッポ・ジージョ（ガメロ）

1989年
- アイドル伝説えり子（神野、島倉）
- 青いブリンク（侍従B、Dr.ガリイ、ルール）
- おそ松くん（第2作）（おまわりさんB）
- 天空戦記シュラト（クンダリーニ）
- まじかるハット（1989年 - 1990年、パパ、マスター）
- 魔動王グランゾート（1989年 - 1990年、グランゾート / スーパーグランゾート）
- ミラクルジャイアンツ童夢くん（江川卓、ナレーション）

1990年
- アイドル天使ようこそようこ（原田俊雄）
- 江戸っ子ボーイ がってん太助（アナウンサー）
- NG騎士ラムネ&40（シンゲーン）
- からくり剣豪伝ムサシロード（ケンシン）
- カラス天狗カブト（地雷屋白虎）
- 三丁目の夕日
- たいむとらぶるトンデケマン!（シーザー、ウィルバー・ライト）
- PEACH COMMAND 新桃太郎伝説（クラノスケ）
- ふしぎの海のナディア（ホランド副艦長、ネオアトラン部下、万博会場アナウンサー）
- 魔神英雄伝ワタル2（ナリキーン、男、自衛隊員）
- 魔法のエンジェルスイートミント（パパ）
- RPG伝説ヘポイ（ダイマーチン、大男）

1991年
- ジャンケンマン（ジャンケンパパ、ペンシルおじさん、ハート）

1992年
- あしたへフリーキック（実況アナウンサー）
- 宇宙の騎士テッカマンブレード（コルベット准将）
- 美味しんぼ（1992年 - 1993年、筒金会長、三沢） - 特別編2作品
- クレヨンしんちゃん（1992年 - 2022年、カンタムロボ、ネネちゃんのパパ〈初代〉、アクション仮面X 他）
- 花の魔法使いマリーベル（ムーニー）
- 横山光輝 三国志（顔良）

1993年
- 忍たま乱太郎（1993年 - 2022年、浣腸丸、六道辻ヱ門、キノコ山の山賊・兄、サザエ門、佐武昌義〈虎若の父〉〈2代目〉 他）
- 勇者特急マイトガイン（バイヤー）

1994年
- 機動武闘伝Gガンダム（チコ）
- きょうふのキョーちゃん（アノトキノ・ハボキ）
- 白雪姫の伝説（アルベルトビラ）
- とっても!ラッキーマン（オタッキーマン）
- 覇王大系リューナイト（デナーダ）

1995年
- 恐竜冒険記ジュラトリッパー（ブソン）
- 新機動戦記ガンダムW（ドクトルS、オペレーター）
- NINKU -忍空-（ナレーション、紋佐エ門、キイス所長、タロー、ボス、副官、ラムダ、薬屋、側近A、満、護衛隊長、隊長、村人、桃川、悪役三人組）
- ふしぎ遊戯（家臣）
- モジャ公（ディラー）

1996年
- 快傑ゾロ（ダルドン）
- ガンバリスト!駿（剣物）
- みどりのマキバオー（服部政人〈半蔵〉、狼）

1997年
- 忍ペンまん丸（ラッピの父）
- マッハGoGoGo（アナウンサー）
- 名探偵コナン（1997年 - 2012年、小室、加那善則、竹富雅男、検視官、男A、船木敏彦、滝川刑事、秘書、ピザ店店長、大木泰三）
- 烈火の炎（大黒）

1998年
- 銀河漂流バイファム13（ナレーション、幹部）
- MASTERキートン（カール、アンドレイ）

1999年
- 週刊ストーリーランド（1999年 - 2000年、男、コーチ、マネージャー、刑事、課長、キャスター）
- セイバーマリオネットJ to X（電安）
- ∀ガンダム（飛行船船長、船長）

2000年
- 機巧奇傳ヒヲウ戦記（マスラヲ）
- タイムボカン2000 怪盗きらめきマン（実況アナウンサー）

2001年
- はじめの一歩（川原ジム会長）
- PROJECT ARMS（山賀）

2002年
- あたしンち（2002年 - 2009年、商店会男性、同僚2、講師、出光、商店街）
- 十二国記（左将軍迅雷）
- 天使な小生意気（サラリーマン）

2003年
- ガンパレード・マーチ 〜新たなる行軍歌〜（男性アナウンサー）
- コロッケ!（メレンゲ）
- 探偵学園Q（池松刑事）
- DEAR BOYS（石井武敏）
- プラネテス（第一事業部長、秘書）

2004年
- 鋼の錬金術師（ナンバー48 / スライサー兄）

2005年
- ガン×ソード（係員）
- ブラック・ジャック（2005年 - 2006年、司会、校長）
- フルメタル・パニック!The Second Raid（ジャクソン）

2007年
- ドラえもん（テレビ朝日版第2期）（2005年 - 2010年、大人の出木杉、象係、おじさん、ネコ長官）

### 劇場アニメ
1983年
- クラッシャージョウ（海賊）
- ザブングル グラフィティ（ジロン・アモス）

1985年
- キャプテン翼 ヨーロッパ大決戦（スティーブ）
- キャプテン翼 危うし! 全日本Jr.（スティーブ）
- ルパン三世 バビロンの黄金伝説（ウエイター）

1986年
- ウインダリア（クラッキ）
- GREY デジタル・ターゲット（スカイ）
- キャプテン翼 世界大決戦!! Jr.ワールドカップ（スティーブ）
- 天空の城ラピュタ
- RUNNING BOY スター・ソルジャーの秘密（企画室長）

1987年
- タッチ3 君が通り過ぎたあとに（森田）

1990年
- 「エイジ」（校長）
- ヘヴィ（ゾルダー）

1991年
- アルスラーン戦記（シャプール）
- ふしぎの海のナディア 劇場用オリジナル版（将軍）

1992年
- 機動戦士ガンダム0083 ジオンの残光（ナカッハ・ナカト）
- 走れメロス
- YAWARA! それゆけ腰ぬけキッズ!!（裕次郎の父）

1993年
- 蒼い記憶 満蒙開拓と少年たち（役人B）

1995年
- キャプテン翼 最強の敵! オランダユース（アナウンサー）
- ドラえもん のび太の創世日記（昆虫）
- NINKU -忍空-（大和）
- MEMORIES「最臭兵器」（通信兵）

1996年
- クレヨンしんちゃん ヘンダーランドの大冒険（カンタムロボ）

1997年
- クレヨンしんちゃん 暗黒タマタマ大追跡（レモン）
- 幕末のスパシーボ（都築駿河守）
- 星空のバイオリン（菅野）

1998年
- 新機動戦記ガンダムW Endless Waltz 特別篇（ドクトルS）

1999年
- クレしんパラダイス! メイド・イン・埼玉（カンタムロボ）

2004年
- ドラえもん のび太のワンニャン時空伝（ネコジャラ軍兵士）

2005年
- クレヨンしんちゃん 伝説を呼ぶブリブリ 3分ポッキリ大進撃（カンタムロボ）

2011年
- 劇場版アニメ 忍たま乱太郎 忍術学園 全員出動!の段（佐武昌義）

2014年
- クレヨンしんちゃん ガチンコ!逆襲のロボとーちゃん（カンタムロボJr.）

2017年
- クレヨンしんちゃん 襲来!!宇宙人シリリ（カンタムロボ）

### OVA
1985年
- 銀河漂流バイファム “ケイトの記憶” 涙の奪回作戦!!（幹部A）
- 吸血鬼ハンターD（ギムレット）

1986年
- カリフォルニア・クライシス 追撃の銃火（マスター）
- ガルフォース（監督）
- ザ・ヒューマノイド 哀の惑星レザリア（兵士A）
- 装鬼兵M.D.ガイスト（メンバー）
- 超獣機神ダンクーガ 失われた者たちへの鎮魂歌（フランシス）
- 魔法のスターマジカルエミ 蝉時雨（松尾明）

1987年
- エルフ・17（レフリー）
- 禁断の黙示録 クリスタル・トライアングル（沼田）
- スクーパーズ（ビート）
- ダーティペア（僧侶）
- 超獣機神ダンクーガ GOD BLESS DANCOUGA（フランシス）
- バブルガムクライシス（フリント、キャラハン、副官）
- 夢から、さめない（教師）

1988年
- エースをねらえ!2（主審、医者）
- 傷追い人（ジョルジョ）
- 恐怖のバイオ人間 最終教師（渡辺隆一）
- 渋谷ホンキィトンク
- New Story of Aura Battler DUNBINE（ミシュラン、部下）
- トップをねらえ!
- 麻雀飛翔伝 哭きの竜（男）
- レイナ剣狼伝説（ブルー・ジェット）

1989年
- 青き炎
- 寒月一凍悪霊斬り（一色右京）
- 機動戦士ガンダム0080 ポケットの中の戦争（リーア軍司令、駐車場係員）
- クラッシャージョウ 氷結監獄の罠（キャスター〈男〉）
- 超獣機神ダンクーガ 白熱の終章（隊長）
- 超人ロック（ルー副長）
- バオー来訪者（仮面の男）
- ぶっちぎり（織田）
- 燃える!お兄さん（執事、店のオヤジ）
- 妖魔（追忍）

1990年
- 押忍!!空手部（森上真吾）
- 新カラテ地獄変（サム）
- 毎日が日曜日（課長、兄貴）
- マッド★ブル34（ロットハイム）
- 魔獣戦線（ビエルジバブ）
- 魔動王グランゾート 最後のマジカル大戦（グランゾート / スーパーグランゾート / ハイパーグランゾート）
- 力王 RIKI-OH VIOLENCE2 滅びの子（姉山）

1991年
- 一本包丁満太郎（司会者）
- いしいひさいちの大政界（議長）
- うっちゃれ五所瓦
- おざなりダンジョン 風の塔（モーロウ）
- 乙姫CONNECTION（石川剛造）
- カプリコン（司令官）
- 機動戦士ガンダム0083 STARDUST MEMORY（ナカッハ・ナカト）
- 恐怖新聞（小泉霊能者毎日が日曜日）
- 銀河英雄伝説（トゥルナイゼン）
- Dr.（ドク）タイフーン
- 魔獣戦士ルナ・ヴァルガー（グラ・ゴルン）
- 闇の司法官ジャッジ（山辺進）

1992年
- ウルフガイ（チーフスン）
- 鴉天狗カブト 黄金の目のケモノ（地雷屋白虎）
- ジャンケンマン 怪獣大決戦（ジャンケンパパ）
- 東京BABYLON A SAVE FOR TOKYO CITY STORY（役員A）
- ハロー張りネズミ〜殺意の領分〜!!
- 魔動王グランゾート 冒険編（グランゾート）

1993年
- 紺碧の艦隊（品川弥冶郎〈初代〉、村山悟）
- BIG WARS 神撃つ朱き荒野に（轟）
- ブラック・ジャック（デビット・ローゼンタール）
- 紅狼

1994年
- 熱砂の惑星 女公安官ケイト（ジョーンズ少佐）
- BOUNTY DOG/月面のイブ（コンスタン社支社長）

1995年
- 紺碧の艦隊（ウィリアム・モルガン）
- 覇王大系リューナイト アデュー・レジェンドII（隊長）

1996年
- 紺碧の艦隊（エアハルト・ゲーリング）

1997年
- 新機動戦記ガンダムW Endless Waltz（ドクトルS）

1998年
- 旭日の艦隊（エアハルト・ゲーリング、エーリッヒ・ユルゲンス）

### Webアニメ
- クレヨンしんちゃん外伝 おもちゃウォーズ（2017年、カンタムロボ）

### ゲーム
1993年
- 藤子不二雄Aの笑ゥせぇるすまん（オヤジ、痴漢、大男）

1995年
- ドラえもん 友情伝説ザ・ドラえもんズ（ガンマンA）

1997年
- スーパーロボット大戦シリーズ（1997年 - 1999年、アリアス・モマ） - 3作品

1998年
- スーパーロボットスピリッツ（ジロン・アモス）
- リアルロボッツファイナルアタック（ジロン・アモス）

1999年
- SDガンダム GGENERATION（1999年 - 2016年、アリアス・モマ 他） - 5作品

2000年
- サンライズ英雄譚R / 2（2000年 - 2001年、ジロン・アモス、ドクトルS） - 2作品
- スーパーロボット大戦シリーズ（2000年 - 2001年、アリアス・モマ、帝国監察軍兵） - 2作品

2001年
- スーパーロボット大戦シリーズ（2001年 - 2012年、ジロン・アモス） - 4作品

2002年
- スーパーロボット大戦シリーズ（2002年 - 2005年、ブルー・ジェット） - 3作品
- 機動戦士ガンダム ギレンの野望 ジオン独立戦争記（ナカッハ・ナカト）

2003年
- SUNRISE WORLD WAR Fromサンライズ英雄譚（ナカト、ジロン）
- My Merry Maybe（校長先生）

2005年
- My Merry May with be（校長先生）

2006年
- クレヨンしんちゃん 最強家族カスカベキング うぃ〜（カンタムロボ）
- クレヨンしんちゃん 伝説を呼ぶ オマケの都ショックガーン!
- サンライズ英雄譚3

2007年
- クレヨンしんちゃんDS 嵐を呼ぶ ぬってクレヨ〜ン大作戦!

2008年
- 機動戦士ガンダム ギレンの野望 アクシズの脅威（アリアス・モマ、メズーン・メックス、ナカッハ・ナカト）
- クレヨンしんちゃん 嵐を呼ぶ シネマランド カチンコガチンコ大活劇!

2010年
- クレヨンしんちゃん おバカ大忍伝 すすめ!カスカベ忍者隊!
- クレヨンしんちゃん ショックガ〜ン!伝説を呼ぶオマケ大ケツ戦!!（カンタム・ロボ）

2011年
- 機動戦士ガンダム 新ギレンの野望（アリアス・モマ、ナカッハ・ナカト）
- クレヨンしんちゃん 宇宙DEアチョー!? 友情のおバカラテ!!

2014年
- クレヨンしんちゃん 嵐を呼ぶ カスカベ映画スターズ!（カンタム・ロボ）

2021年
- スーパーロボット大戦DD（2021年 - 2025年、グランゾート / スーパーグランゾート）

### ドラマCD
- FIGHT!!ドラマ アルバム（陽之介の父）
- きゃんきゃんバニーエクストラ（毘沙門天）
- ギリシア・ローマ神話 8 勇士ヘラクレス（アトラス）
- 東京あまとりあ（佐伯実紀）
- ドラゴンランス戦記（スカイア）
- ファイアーエムブレム 黎明編/紫嵐編（ジェイガン）

### 吹き替え

#### 担当俳優
スティーヴン・カルプ
- コールドケース7 ザ・ファイナル（エヴァン所長）
- バーン・ノーティス 元スパイの逆襲 シーズン4 #8（クリスチャン・エイキンズ）
- 犯罪捜査官ネイビーファイル（クレイトン・ウェッブ）

ユン・ピョウ
- 愛と欲望の街/上海セレナーデ（チャンホ）
- イースタン・コンドル（アメリカ屋）
- オン・ザ・ラン/非情の罠（フ・ミン）
- 孔雀王（コンチェ）
- 孔雀王アシュラ伝説（コンチェ）
- 検事Mr.ハー/俺が法律だ（ハー・リンチェン）
- 五福星（私服刑事）
- 七福星（リッキー）
- タイム・ソルジャーズ〜愛は時空を超えて〜（チェン）
- 香港極楽コップス 俺たちに明日はある!?（ハー）
- ユン・ピョウ in ドラ息子カンフー（ワン・リーチャン）※VHS版、（サン・リーチェン）※フジテレビ版

#### 映画
- 愛と哀しみのボレロ ※フジテレビ版
- 愛に翼を（エディ）
- 愛のそよ風（ブルーノ〈デニス・オルヴィエリ〉）※フジテレビ版
- 悪魔たち、天使たち
- アニマル・ハウス（チップ・ディラー〈ケヴィン・ベーコン〉）※テレビ朝日版
- アメリカン・グラフィティ（アル）※TBS版
- 嵐が丘（ヘアトン・アーンショー〈ジェイソン・リディングトン〉）
- 嵐の中で輝いて（ホルスト・ドレッシャー）※テレビ東京版
- アンディ・ラウの神鳥伝説（チェン〈ケニー・ビー〉）
- E.T. ※VHS・BD版
- いつの日かこの愛を（ワー）
- イヤー・オブ・ザ・ガン（イタロ・ビアンキ〈ジョン・パンコウ〉）
- インディ・ジョーンズ/魔宮の伝説（カオ・カン〈リック・ヤング〉）※日本テレビ版
- ウィズアウト・ユー（ケビン〈ジョン・テニー〉）
- ウェストン家の奇蹟（テイラー〈ランディ・クエイド〉）
- 宇宙からのツタンカーメン（グレッグ・ハウザー）
- AVクイーン マドンナ殺人事件（デボン〈ウォーリー・カース〉）
- エイセス/大空の誓い（クロフォード〈トム・バウアー〉）※フジテレビ版
- エイリアン・コップ（リーガー〈ジョン・デノス〉[37]）※テレビ朝日版
- L.A.ストーリー/恋が降る街（墓掘り人〈リック・モラニス〉）
- 狼よさらば 地獄のリベンジャー（フレディ・フレークス〈ロバート・ジョイ〉）
- オズの魔法使 ※NHK版
- 男たちの挽歌（ソン・チー・ホー〈ティ・ロン〉）※カルチュア・パブリッシャーズ版
- 男たちの挽歌 II（ソン・チー・ホー〈ティ・ロン〉）※カルチュア・パブリッシャーズ版
- カーラの結婚宣言（テイラー先生）
- ガールズ ※フジテレビ版
- ガイバー/ダークヒーロー（アトキンス）
- カジュアリティーズ（カーク牧師〈サム・ロバーズ〉）※ソフト版、（ローワン〈ジャック・グワルトニー〉）※フジテレビ版
- カリフォルニア・ドールズ
- ガンジー ※フジテレビ版
- キャデラック・マン（ウォルターズ刑事）※VHS版
- キャラバン（カーン総督〈クリストファー・リー〉）
- キラー・クロコダイル/怒りの逆襲
- 疑惑の幻影（レアード〈クレイグ・シェイファー〉）※ソフト版
- グーニーズ（アーヴィング・ウォルシュ[38]）※ソフト版
- クイーンズ・ロジック/女の言い分・男の言い訳（エリオット〈ジョン・マルコヴィッチ〉）
- クイック&デッド（マーシャル保安官〈ゲイリー・シニーズ〉、バージル・スパークス）※テレビ朝日版
- クイック・チェンジ（ハル・エディソン〈フィル・ハートマン〉）
- クォーターバック（記者）
- 雲の中で散歩（アーミステッド・ノックス）
- クリフハンガー（エージェント・ヘイズ〈デレク・ホックスビー〉）※フジテレビ版
- グレート・ボールズ・オブ・ファイヤー（ジェイ）
- クロウ/飛翔伝説（トーレス〈マルコ・ロドリゲス〉）※ソフト版
- クロコダイル・ダンディー（アーヴィング）※フジテレビ版
- 刑事ニコ/法の死角（ネルソン・フォックス〈チェルシー・ロス〉）※ソフト版、（チンピラ）※テレビ朝日版
- ゴーストハンターズ（サンダー〈カーター・ワン〉）
- 恋のトラブルメーカー（ディン〈アンソニー・ウォン〉）
- 候補者ビル・マッケイ
- 子熊物語（トム〈チェッキー・カリョ〉）※VHS版
- 誤診（デイヴ・ライミュラー〈フレッド・ウォード〉）
- ゴッドファーザー PART III（アンドリュー・ヘイゲン〈ジョン・サヴェージ〉）※フジテレビ版
- コマンドー（フレッド〈マット・ランダーズ〉 他）※テレビ朝日版
- コンスタンティン（ギャレット神父）※ソフト版
- 13ウォーリアーズ（ヘルガー〈デニス・ストーホウ〉）
- サイボーグ（マーシャル・ストラット〈アレックス・ダニエルズ〉）※VHS版
- 再来!キョンシーズ（ワントン〈ワン・チンカン〉）
- 殺人魚フライングキラー（ルー）※日本テレビ版
- ザ・ドライバー（フィンガー）※テレビ朝日版
- さよなら魔法使い（ダフィ・ケーラー〈ディラン・ベイカー〉）
- サルバドル/遥かなる日々
- ザ・ワイルド（整備士〈マーク・キーリー〉）※ソフト版
- サンダーバード 劇場版（バージル・トレーシー ）※VHS版
- サンダーバード6号（バージル・トレーシー）※VHS版
- JM（ヘンソン〈ディエゴ・チャンバーズ〉）
- ジェイコブス・ラダー（フランク〈エリク・ラ・サル〉）※日本テレビ版
- 地獄のデビル・トラック
- 地獄の黙示録（ランス・B・ジョンソン〈サム・ボトムズ〉）※テレビ東京版
- シティーハンター（ギャンブラー〈レオン・ライ〉）
- ジム・キャリーはMr.ダマー（ニコラス・アンドレ〈チャールズ・ロケット〉）
- シャーキーズ・マシーン（ジミー）
- ジャガーノート（ジム・ハーディ）
- ジョーズ（トム・キャシディ）※日本テレビ版
- 少林寺三十六房（ルー〈チョイ・シウキョン〉）
- 少林寺武者房（ファッタオ〈チョイ・カムコン〉）
- ジョン・キャンディの大進撃（オンタリオ州の警官〈ダン・エイクロイド〉）
- スーパーマンII/冒険篇（ドウェイン）※テレビ朝日旧録版
- 推定無罪（ジェイミー・ケンプ〈ブラッドリー・ウィットフォード〉）※テレビ朝日版
- スウォーズマン 女神伝説の章（東方不敗〈ブリジット・リン〉）
- スカーレット&ブラック（サイモン・ワイズ）
- スター・ウォーズ エピソード4/新たなる希望（ジェイク・ポーキンス）※劇場公開版
- スターゲイト（男性技師）※フジテレビ版
- ストーリー・オブ・ラブ（ベン・ジョーダン〈ブルース・ウィリス〉）
- スパルタンX（アメリカン・ギャング〈ベニー・ユキーデ〉[39]）※フジテレビ版
- 聖戦（ボング警部〈ダニー・リー〉）
- セブンス・カース（ヘー・ロン〈ディック・ウェイ〉）
- ダーティハリー5（ハーラン・ルック〈デヴィッド・ハント〉）
- 第27囚人戦車隊（ポルタ伍長〈ブルース・デイヴィソン〉）
- ダイ・ハード（マルコ）※フジテレビ版
- ダイ・ハード2（オライリー〈ロバート・パトリック〉）※フジテレビ版
- タイムマシン（デイビッド・フィルビー博士〈マーク・アディ〉）※ソフト版
- 007シリーズ
  - 007/死ぬのは奴らだ（漁師）※TBS旧録版
  - 007/消されたライセンス（フェリックス・ライター〈デヴィッド・ヘディソン〉）※VHS版
  - ネバーセイ・ネバーアゲイン（カルペッパー）※フジテレビ版
- チャーリー（ジョー）
- 地球に落ちて来た男 ※テレビ東京版
- 沈黙のテロリスト（ウィンターズ〈アイス-T〉）
- ディープクライシス（コーダ〈リチャード・タイソン〉）
- 帝王伝説（デ・ハン）
- デッドゾーン（フランク〈ニコラス・キャンベル〉）
- テネシー・ナイツ
- デルタフォース2（アンダーソン少佐〈ジェフ・ブリューワー〉）
- トゥームストーン（モーガン・アープ〈ビル・パクストン〉）
- 逃亡者（ヘンリー）※ソフト版
- トパーズ（トマス〈ジョン・ローパー〉）※TBS版
- トム・クランシー 米国危機管理局OPセンター（フッド長官〈ハリー・ハムリン〉）※テレビ東京版
- トム・クルーズ/栄光の彼方に（グレッグ〈ゲイリー・グレアム〉）
- ドラゴン怒りの鉄拳（チン〈トニー・リュウ〉、鈴木の用心棒〈勝村淳〉）※TBS版
- ドラゴン電光石火'98（エドゥ警部〈エドゥ・マンザーノ〉）
- ドロップ・ゾーン（ピート・ネシップ連邦保安官〈ウェズリー・スナイプス〉）※ソフト版
- ナチュラル（アル・ファウラー〈ケン・グラサノ〉）※テレビ朝日版
- ナビゲイター（バンクス警部〈レイモンド・フォーチオン〉）※日本テレビ版
- 南北酔拳（ソンツオの弟子〈ユン・ケイ〉）
- ニコルに夢中（ニコルの父〈スティーヴン・コリンズ〉）
- 2001年宇宙の旅
- ニュー・ジャック・シティ（ダダーマン〈ビル・ナン〉）※ソフト版
- ニューヨーク東8番街の奇跡（コヴァックス〈ジョン・パンコウ〉）※フジテレビ版
- ヌーキー（ジム・コナリー）
- ネバー・セイ・ダイ/地獄のデルタ・フォース（ブレイク〈フランク・ザカリーノ〉）
- ハードカバー/黒衣の使者（レニー〈スティーブ・メメル〉）
- ハートブルー ※日本テレビ版
- バイオレンス・コップ/復讐計画（マ・クン刑事〈アンソニー・ウォン〉）
- パイソン（グレッグ〈ウィリアム・ザブカ〉）
- 裸のランチ（マーティン）
- バック・トゥ・ザ・フューチャー PART3（ビュフォードのギャング仲間2）※テレビ朝日版
- バックドラフト ※フジテレビ版
- 波止場（ジョーイ・ドイル、ジレット〈マーティン・バルサム〉）※テレビ朝日版
- ハワード・ザ・ダック/暗黒魔王の陰謀（バーのスーパーバイザー〈ミゲル・サンドバル〉）※フジテレビ版
- バンデットQ（ヴィンセント〈マイケル・ペイリン〉）
- 必殺処刑コップ ※フジテレビ版
- ヒドゥン
- 評決のとき（フレディ・リー・コブ〈キーファー・サザーランド〉）※フジテレビ版
- ピンク・パンサー5 クルーゾーは二度死ぬ（ジョージ・リットン〈ロバート・ワグナー〉）
- フールズ・ゴールド/史上最大の金塊強奪事件（ミッキー・マカヴォイ〈ショーン・ビーン〉）※VHS版
- ファイナル・オプション（アパートの警官〈マーティン・ジェイコブス〉）※テレビ朝日版
- ファンタズム（トビー）
- フォレスト・ガンプ/一期一会 ※フジテレビ版
- フライトナイト（ビリー・コール〈ジョナサン・スターク〉）※テレビ朝日版
- ブラインド・フューリー
- ブルージーン・コップ ※日本テレビ版
- ブルースチール（ハワード〈マット・クレイヴン〉）※フジテレビ版
- ブルドッグ（ノム司令官〈スパンキー・マニカン〉）
- ブルベイカー（デュアン・スパイビー〈デヴィッド・ハリス〉）
- ブレインストーム（ゴーディ・フォーブス〈ジョーダン・クリストファー〉）
- プレタポルテ（コート・ロムニー〈リチャード・E・グラント〉）
- プロテクター（マイクル）※フジテレビ版
- 冬の恋人たち
- ベートーベン（ニュースキャスター〈クリス・リトル〉）※ソフト版
- ベスト・キッド2（チョーゼン〈ユウジ・オクモト〉）※ソフト版
- ペット・セメタリー（ルイス・クリード〈デイル・ミッドキフ〉）※フジテレビ版
- ベルリンの熱い壁（ピーター・アウスト〈パトリック・ピアーソン〉、警官1、技師）
- ホーカス ポーカス（ビリー・ブッチャーソン〈ダグ・ジョーンズ〉）
- ホーカス ポーカス2（ビリー・ブッチャーソン〈ダグ・ジョーンズ〉）
- 冒険活劇 上海エクスプレス（特別捜査官〈ケニー・ビー〉、綿職人〈ヤン・スエ〉、保安隊員〈ラウ・チャサン〉、山賊〈ファン・メイシェン〉）
- ボディ・ダブル
- ポパイ（キャスター〈ドノヴァン・スコット〉）※フジテレビ版
- 微笑みがえし（デヴィッド・マルキン）
- ポルターガイスト（ベン・タットヒル〈マイケル・マクマナス〉）※フジテレビ版
- ホワイト・バッファロー（カイリーン伍長）
- ホンコン・フライド・ムービー（保健所の衛生監視員）
- マイ・ガール（ダニー）※ソフト版
- 魔女は16才（ブラッド・パウエル）
- マッドマックス
- 摩天楼を夢みて（ブレイク〈アレック・ボールドウィン〉）
- マネー・トレイン（ライリー〈ジョー・グリファシ〉）※テレビ朝日版
- ミザリー ※日本テレビ版
- 未来世紀ブラジル（守衛）
- 無防備都市（クレーマー）※NHK版
- めぐり逢えたら（グレッグ〈ヴィクター・ガーバー〉）※フジテレビ版
- メジャーリーグ（トム）※ソフト版
- メン・オブ・ウォー
- 燃えよデブゴン10 友情拳（出っ歯〈エリック・ツァン〉、門下生〈チン・ユーサン〉）
- モブスターズ/青春の群像（マッド・ドッグ・コール〈ニコラス・サドラー〉）
- 野獣教師（ジョン・ジャナス）※フジテレビ版
- ヤングガン2（ヘンドリー・フレンチ〈アラン・ラック〉）※フジテレビ版
- U・ボート ※フジテレビ版
- 溶解人間（カメラマン〈ドン・ウォルターズ〉、浮浪者2）
- 48時間（ボブ）※日本テレビ旧録版
- 48時間PART2/帰って来たふたり（ウィリアム・“ウィリー”・ヒコック〈デヴィッド・アンソニー・マーシャル〉）※ソフト版
- ライオンハート（ムスタファ〈ミッシェル・クィシ〉）※テレビ東京版
- ラストマン・スタンディング（ドイル〈デヴィッド・パトリック・ケリー〉）※ソフト版
- ラッシュアワー（ハン総領事〈ツィ・マー〉）※ソフト版
- ランナウェイ・カー（エド・ラウダー〈ジャッジ・ラインホルド〉）
- リコシェ/炎の銃弾（ラリー・ドイル刑事〈ケヴィン・ポラック〉）※VHS版・日本テレビ版
- 掠奪された七人の花嫁（フランク〈トミー・ロール〉）※NHK BS1版
- ルール2（ソロモン〈ハート・ボックナー〉）
- レリック（ジョン・ホイットニー〈ルイス・ヴァン・バーゲン〉、ジョンソン警備員〈デヴィッド・プローヴァル〉）
- ロードハウス/孤独の街（ジェームズ・ダルトン〈パトリック・スウェイジ〉）※テレビ東京版
- ロジャー・ムーア/冒険野郎（ブラウン）※TBS版
- ロビン・フッド（ウィル・スカーレット〈クリスチャン・スレーター〉）※ソフト版
- ロビン・フッド（マッチ）
- ラスト・ヒーロー・イン・チャイナ 烈火風雲（司令官）※VHS版
- ワンス・アポン・ア・タイム・イン・チャイナ 天地争覇（チウ・チンバイ）

#### ドラマ
- 悪魔の異形 #3（メルバリー医師）
- アメリカン・ヒーロー #2（チャフィ〈ベニー・メディナ〉）
- アリー my Love
- アンザックス（ロリー〈クリストファー・カミンズ〉）
- ERV緊急救命室（カーマイケル）
- インディ・ジョーンズ/若き日の大冒険
- WITHOUT A TRACE/FBI 失踪者を追え!（弁護士）#8、シーズン2（ロスコー先生〈ローレン・レスター〉）
- X-ファイル シーズン5・4
- L.A.ロー 七人の弁護士（マイケル・キューザック〈ハリー・ハムリン〉[1]）
- カリフォルニア・ドリーム（ゼイン・ウォーカー〈ジュリアン・ストーン〉）
- 恐竜家族（ブラッフィー、ブラジルトン、バリー）
- 刑事ナッシュ・ブリッジス
  - シーズン2 #6（ケヴィン・マクミラン）
  - シーズン5 #18（ランダル・ジャクソン〈ロバート・ジョイ〉）
- 刑事フォイル（マルコム・パウエル〈マイケル・バーテンショウ〉）#15・16
- ザ・ホワイトハウス3（テリー〈ボブ・グローバーマン〉）
- 三国志演義（宋憲）※NHK-BS2版
- CSI:マイアミ（ロレンゾ・エスカランテ〈リチャード・イニゲス〉）#17
- CSI:マイアミ2（マーク・スノーデン弁護士〈ロバート・カーティス・ブラウン〉）#24
- ジェシカおばさんの事件簿
  - クラリネットのすすり泣き（ヘック）
  - 口紅に殺意をこめて
- ジム・ヘンソンのファンタジー・ワールド
- シャーロック・ホームズの冒険
  - 美しき自転車乗り（ピーター）
  - ノーウッドの建築業者
  - 銀星号事件（ドーソン）
- 私立探偵マグナム シーズン1 #7（カール）、#18（バディ・モラン）
- 新アウターリミッツ（トーマス・ヴァレ〈デイビット・マクナリー〉、レイ・カーター）
- 新アンタッチャブル（ジョン・リトルホース）
- 新こちらブルームーン探偵社（ブライアン）
- 新スタートレック（転送主任）
- スーパーキャリア/超巨大空母緊急出動!（デイヴ・ローリー少尉）
- スタートレック:ディープ・スペース・ナイン（クリス・ブリナー〈ジム・メッツラー〉）
- 第一容疑者2 顔のない少女（ピーターズ）
- 第一容疑者3 朽ちた野望（ジミー・ジャクソン〈デヴィッド・シューリス〉）
- 第一容疑者6 死者の香水（コリン・ブレイク）
- 対決スペルバインダー（スペルバインダー、カトリーナの父）
- タイムマシーンにお願い（チャールズ・グリフィン〈ロバート・ゴセット〉）
- 超音速攻撃ヘリ エアーウルフ シーズン2 #13（サマ）、#16（エミリオ）
- TVキャスター マーフィー・ブラウン（ハンサムな男性〈ジョン・マンスフィールド〉）
- 特捜刑事マイアミ・バイス
  - シーズン1 #2（レスター・コスコ〈ジュリオ・オスカー・メチョソ〉）、#12（ジーク〈エリック・ボゴシアン〉）
  - シーズン2 #13（ザバド）
  - シーズン3 #16（ルーディ・ラモス）、#21（バルカラ）、#22（ワイヤー・コンスタンティン、ジャック・クレーガン〈キム・コーツ〉）
  - シーズン4 #2（ストロー内務調査官、カール・ベッカー）、#10（レイモンド・デニアス）、#11（ジョシュ・ダレル）
- 特攻野郎Aチーム シーズン3 #8（ウィルソン軍曹〈ザンダー・バークレー〉）
- ナルニア国物語（谷あらし）
- NY市警緊急出動部隊 トゥルー・ブルー（“ボビー”ロバート・トラバーソ巡査〈ジョン・ボルガー〉[1]）
- 犯罪捜査官ネイビーファイル（リンゼー中佐、テディ、パイロット、ナレーター 他）※異なる役でレギュラー
- V.I.P.（エリック・エストラーダ）
- ビバリーヒルズ高校白書（メル・シルバー〈マシュー・ローレンス〉[1]）
- 氷点下22℃ 救助隊、応答せよ（21パイロット〈ブライアン・テイラー〉）
- ヒルストリート・ブルース（ハリー・ガリバルディ〈ケン・オリン〉）
  - シーズン1 #2（フェロン）、#14（セオ・モンロー）
- フリッパー（支配人モリソン〈アンドリュー・ブラックスランド〉）
- フルハウス（ハーシェル・ビンクリー）
- プロヴァンスの秘密（ジャン・エドモン）
- ベイウォッチ（トレバー・コール〈ピーター・フェルプス〉[1]）
- 冒険野郎マクガイバー シーズン1 #18（ウォーカー）
- マペット放送局（デニス・クエイド）
- ミス・マープル バートラム・ホテルにて（キャンベル警部）
- 名探偵ポワロ ※NHK版
  - 海上の悲劇（町の男）
  - マースドン荘の惨劇（ラジオの声）
  - エジプト墳墓のなぞ（ナイジェル・ハーパー〈サイモン・カウェル＝パーカー〉）
  - ABC殺人事件（映画の男、競馬実況）
- ヤングライダーズ シーズン1 #23・24（マックスウェル少尉）
- 世にも不思議なアメージング・ストーリー シーズン2 #12（フランク〈ロバート・アクセルロッド〉）
- ラブ・ボート（サム・ワース）
- リップタイド探偵24時（マック・マクファーソン〈ウィリアム・ラス〉）

#### アニメ
- アニメ ゴーストバスターズ（ウィンストン・ゼドモア）
- おくびょうなカーレッジくん（アルフレッド）
- グーフィー・ムービー ホリデーは最高!!
- くまのパディントン
- ザ・シンプソンズ（ストーンカッターズの支部長）
- チップとデールの大作戦（ダーク）
- バットマン（ルーカス）
- パパはグーフィー
- ヘラクレス（男性）
- ロード・オブ・ザ・リング 指輪物語（フロド）

### 特撮
- アンドロメロス（アンドロマルスの声）
- ウルトラマンZOFFY ウルトラの戦士VS大怪獣軍団（ウルトラセブンの声、ペダン星人の声、ギロン人の声）

### カセットブック
- マヴァール年代記 氷の玉座 角川カセットブック（ストゥルザ）
- 魔動王グランゾート（グランゾート）
- 有閑倶楽部 CDカセットブック（富貴茂）

### ボイスオーバー
- エンジョイライフ（NHK BS1）
- 人類、月に立つ（NHK BS2）
- BS世界のドキュメンタリー（NHK BS1）
- BBCセレクション（NHK BS1）
- 知への旅（NHK BS1）

### ナレーション
- クイズ!今どきの日本（テレビ東京）

### CM
- 探偵 神宮寺三郎 横浜港連続殺人事件

### その他コンテンツ
- 賀川豊彦の生涯 -われ日日に死す-（声の出演）
- 機動戦士ガンダム0079カードビルダー（ナカッハ・ナカト）
- 紺碧の艦隊 デジタルストーリー（村山）
- 日本名作絵本CD「かぐや姫・竹取物語」（天皇、鍛冶屋）